# Eugnophomyia elegans
Eugnophomyia elegans är en tvåvingeart som först beskrevs av Christian Rudolph Wilhelm Wiedemann 1830.  Eugnophomyia elegans ingår i släktet Eugnophomyia och familjen småharkrankar. Inga underarter finns listade i Catalogue of Life.